# 相田裕
相田 裕（あいだ ゆう、1977年〈昭和52年〉- ）は、日本の漫画家・イラストレーター。代表作は、アニメ化もされた『GUNSLINGER GIRL』。

## 概要
栃木県出身。明治大学卒業、同学漫画研究会出身。同人活動や『イラストレーター』を経て、2001年FOX出版『コミックメガフリーク』4月号に掲載された短編ストーリー漫画『FLOWERS』が漫画家としての商業誌デビュー作となる。2002年、同人活動として自身が執筆していた『GUN SLINGER GIRL』を『GUNSLINGER GIRL』と改題して商業誌に執筆の場を移し連載となった。同作は単行本が全15巻発行され、さらにはアニメ化されるほどのヒット作となった。また現在も同人活動を並行して行っている。
『GUNSLINGER GIRL』の2度目のアニメ化となった『GUNSLINGER GIRL -IL TEATRINO-』では、総監修、シリーズ構成、キャラクターデザイン原案に加え、共同執筆の3話分を除いた全話の脚本も担当している。

## エピソード
- TRPGプレイヤーでもあり、『Role&Roll』にて『ゲヘナ』や『サタスペ』等のリプレイに参加している。

## 作品リスト

### 漫画

#### 連載
- GUNSLINGER GIRL（『電撃大王』2002年7月号 - 2012年11月号、アスキー・メディアワークス、全15巻）
- 1518!（『ビッグコミックスピリッツ』、2014年37・38合併号 - 2019年15号、小学館、全7巻）
- 勇気あるものより散れ（『ヤングアニマル』、2021年No.5 - 連載中、白泉社、既刊7巻）

#### 読切
- FLOWERS (『コミックメガフリーク』2001年4月号)

### イラストレーション
- BITTERSWEET FOOLS (minori) 原画・キャラクターデザイン担当
- Role＆Roll Vol.60（新紀元社）2009年9月 イラスト数点
- イラストレーターセッション常夏の島に刃が踊る（ジャイブ）2010年5月 イラスト数点

### 同人(JEWELBOX)

#### Gunslinger Girl
- PRESENCE♯3: 『Gun Slinger Girl: 第1話 & 第2話 Friends』 (1998/08/15)
- PRESENCE♯4: 『Gun Slinger GirlⅡ: 第3話　良く喋る子』 (2000/02/13)
- 『The Disabled persons』 (ラフスケッチ集) (99年夏)
- PRESENCE♯5: 『GUN SLINGER GIRL COLLECTION』 (99年冬)※第1～3話＋第4話、Free talk
- PRESENCE♯6: 『パスタの国の王子様 (第5話　パスタの国の王子様)』 (2000/05/05)
- idle talk (GUN SLINGER GIRL外伝) (2000/08/13)※18禁
- たたかうものたち (ラフスケッチ集) (2000/11/12)
- たたかうものたち 2 (ラフスケッチ集) (2000/12/30)
- GUN SLINGER GIRL COLLECTION 2 (2002/08/11)※GUN SLINGER GIRL第1～5話 & たたかうものたち1～2
- たたかうものたち 3 (ラフスケッチ集) (2003/08/17)
- Cope de Coeur	ラフスケッチ集 (2003/12/30)
- たたかうものたち 4 (ラフスケッチ集) (2004/12/30)
- たたかうものたち 5 (ラフスケッチ集) (2005/08/14)
- ITALIA 2005-2006 (オールカラーイラスト本) (2007/08/19)

#### バーサス･アンダースロー
※第14回 2010年 文化庁メディア芸術祭 審査委員会推薦作品
- バーサス・アンダースロー: バーサス・アンダースロー#1 (2009/05/05)
- チェンジ・オブ・ペース: バーサス・アンダースロー#2 (2009/08/23)
- チェンジ・オブ・ペース: ランチブレイク (2009/11/15)
- ダッシュ・ダッシュ!: バーサス・アンダースロー#3 (2010/05/04)
- ダッシュ・ダッシュ!2: バーサス・アンダースロー#4 (2010/08/29)
- ドローイング・バーサス・アンダースロー (イラスト集) (2011/02/13)
- バーサス・アンダースロー総集編 (2012/12/31)※描き下ろし『ダッシュ・ダッシュ!3』収録
- バーサス・アンダースロー: ランチブレイク 2 (2013/05/05)

#### その他同人誌
- 19番目のロザリー (1997/11/06)

- PRESENCE♯1 (1997/12/29)
- PRESENCE♯2: 『5 THEY TRIED TO BE LOVE』 (1998/08/16)
- marionette 少女人形 (人形がテーマの合同誌) (2000/02/13)
- BITTERSWEET FOOLS PREV. (ゲーム設定資料集) (2001/08/12)
- VIEWPOINT (2001/12/30)
- felice. (合同誌) (2002/12/30)※18禁
- モンマルトルの天使 (2004/08/15)※18禁
- 美しい椅子 (テーマ(椅子)の合同誌) (2004/12/30)
- アイマスらくがきの本。 2011-2012 (ラフスケッチ集) (2012/12/31)
- ヘリオトロープ (2013/08/12)
- LOVERS (「1518!イチゴーイチハチ!」の完結後を描いたショートストーリー集) (2019/08/25)
- 青頭巾 (2019/11/24)